# Ms. Marvel (Kamala Khan)
Ms. Marvel (Kamala Khan) er en pakistansk-amerikansk tegneseriefigur fra Marvel Comics. Khan er den første af Marvels muslimske superhelte, som har fået sin egen tegneserie. Hun optrådte første gang i Captain Marvel i 2013. Hendes idol er Carol Danvers. Hun er den fjerde Marvel.

## Andre optrædener
- I Marvel's Avengers Assemble blev hun stemmelagt af Kathreen Khavari.
- I 2021 blev hun spillet af Iman Vellani.

## Evner
Kamala havde ikke den samme kræfter som Carol har. Hun er ealstisk som Mr Fantastic. Hun kan blive lille, stor og gigantisk ligesom Antman.